# Serrat de la Caritat
El Serrat de la Caritat és una muntanya de 1.894 metres que es troba entre els municipis de Planoles i de Ribes de Freser, a la comarca catalana del Ripollès.